# Witrugkwak
De witrugkwak (Calherodius leuconotus synoniem: Gorsachius leuconotus) is een vogel uit de familie der reigers (Ardeidae).

## Taxonomie
De vogel werd in 1827 door de Duitse vogelkundige  Johann Georg Wagler geldig beschreven en in 1855 in het geslacht Calherodius gezet door Karel Lucien Bonaparte. Daarna (in 1931) werd de soort beschouwd als soort uit het geslacht  Gorsachius. Op grond van moleculair genetisch onderzoek dat in 2023 werd gepubliceerd is plaatsing in het door Bonaparte bedachte aparte geslacht terecht.

## Kenmerken
De witrugkwak is 50 tot 55 cm lang. Hij heeft een zwarte kop met een korte dikke kuif en een witte oogring, een zwarte snavel (geel aan de basis),een gele iris, een witte kin, bruine nek en zwartbruine rug. De bovenkant van de vleugels is bruin met leigrijze slagpennen. Hij heeft een zwartbruine staart, een vaal witte buik en groene of oranje poten.

## Voeding en habitat
Deze vogel wordt aangetroffen langs traag stromende rivieren en beken met overhangende begroeiing of op rustige plaatsen tussen struiken langs de oevers van meren, moerassen en mangroven. De witrugkwak leeft 's nachts en verlaat zijn schuilplaats om op zoek te gaan naar eten slechts wanneer het bijna of geheel donker is. Alhoewel niet veel bekend is van zijn dieet zal deze waarschijnlijk bestaan uit kleine vissen, amfibieën, weekdieren, schaaldieren of insecten.

## Voortplanting
Het nest is een platform van stokken, goed verborgen en laag bij de grond gebouwd in over het water hangende struiken of bomen ofschoon het ook voorkomt dat het nest uit de buurt van water gebouwd wordt in struiken, rietvelden, mangroven of op rotsen,  palen, op eilanden of rotsachtige kusten en in grotten maar zeer zelden in blootgestelde posities. Het vrouwtje legt 2 tot 3 eieren die na 23 tot 26 dagen uitkomen. De jongen vliegen uit na 6 tot 8 weken. Soms heeft een tweede broedsel plaats.

## Verspreiding
De witrugkwak is een standvogel in Angola, Benin, Botswana, Burkina Faso, Burundi, Kameroen, Congo, Ivoorkust, Equatoriaal-Guinea, Ethiopië, Gabon, Gambia, Ghana, Guinee-Bissau, Kenia, Liberia, Malawi, Mali, Mozambique, Namibië, Nigeria, Senegal, Sierra Leone, Zuid-Afrika, Soedan, Swaziland, Tanzania, Togo, Oeganda, Zambia en Zimbabwe en een dwaalgast in Eritrea, Mauritanië, Niger en Rwanda.

## Status
De witrugkwak komt wijd verspreid in Afrika voor. Vaak is de vogel zeldzaam of schaars, maar in sommige geschikte gebieden ook geregeld te zien. Omdat het een  schuwe vogel is, die vooral 's nachts op pad gaat, zijn waarnemingen schaars. De vogel is echter niet bedreigd en staat daarom als zodanig op de Rode Lijst van de IUCN.